# الخالفه البيضاء (الشرية)

تعديل مصدري - تعديل

الخالفه البيضاء هي إحدى قرى عزلة آل غنيم بمديرية الشرية التابعة لمحافظة البيضاء، بلغ تعداد سكانها 107 نسمة حسب تعداد اليمن لعام 2004.